# Henning Salling Olesen
Henning Salling Olesen (født 3. august 1946) er uddannet som cand. mag. i dansk og litteraturvidenskab. Han har været ansat ved RUC siden universitetets start i september 1972 og omtales derfor som en af universitetscenterets grundlæggere. Han har besiddet et professorat i uddannelsesforskning ved Institut for Psykologi og Uddannelsesforskning siden 1995 og var prorektor i perioden 2007-2009 og konstitueret rektor og i perioden 2009-2010. Han er tillige gæsteprofessor i Shanghai og æresdoktor ved Tampere Universitet.